# مارييل هال
مارييل هال (بالإنجليزية: Marielle Hall)‏ هي منافسة ألعاب القوى أمريكية، ولدت في 28 يناير 1992 في فيلادلفيا في الولايات المتحدة.

## وصلات خارجية
- مارييل هال على موقع الاتحاد الدولي لألعاب القوى (الإنجليزية)
- مارييل هال على موقع الاتحاد الأمريكي لسباقات المضمار والميدان (الإنجليزية)
- مارييل هال على موقع الدوري الماسي (الإنجليزية)
- مارييل هال على موقع TFRRS.org (الإنجليزية)
- مارييل هال على موقع اللجنة الأولمبية الدولية (الإنجليزية)
- مارييل هال على موقع أوليمبيديا (الإنجليزية)
- مارييل هال على موقع اللجنة الأولمبية والبارالمبية الأمريكية (الإنجليزية)